# Deporte en Logroño
El deporte en Logroño ha estado históricamente ligado al fútbol, con el desaparecido Club Deportivo Logroñés como principal referente. Pero en los últimos años han sido otros deportes los que han acaparado el protagonismo en la ciudad, primero con el
Club Balonmano Ciudad de Logroño, que compite en la liga ASOBAL y en la Liga de Campeones de la EHF, y posteriormente con el Club Voleibol Logroño, equipo de vóley femenino que ha sido campeón de la Superliga española en 2014, 2015 y 2016, y que además compite en la Challenge Cup. En 2014 fue elegida Ciudad Europea del Deporte.

## Clubes

### Fútbol
El máximo representante del fútbol logroñés ha sido el Club Deportivo Logroñés, equipo histórico fundado el 31 de mayo de 1940 y que el 14 de junio de 1987 consiguió el ascenso a Primera División, categoría en la que jugó durante nueve temporadas.
Con el comienzo de los problemas económicos del Club Deportivo Logroñés en el año 2000 y su primer descenso por impago a sus jugadores, surgieron diferentes alternativas para sustituirlo en el caso de que desapareciera, como la Asociación Deportiva Fundación Logroñés y el Club Deportivo Recreación de La Rioja, que más tarde en el año 2005 cambió su nombre por el de Logroñés Club de Fútbol, aunque nunca llegó a ganarse el cariño de la afición y terminó dejando de competir el 20 de agosto de 2008.
Pese a todo los problemas económicos, con dos nuevos descensos por impago en 2004 y 2008, el Club Deportivo Logroñés continuó compitiendo de forma ininterrumpida hasta el 18 de enero de 2009, fecha en la que sus jugadores no se presentaron a jugar por los incumplimientos por parte del propietario del club, y el equipo fue excluido de la competición y descendido a Regional Preferente.
A partir de esa fecha, socios, peñistas y aficionados del Club Deportivo Logroñés se reunían cada semana en la Puerta 0 del Estadio Las Gaunas para intentar encontrar una solución para el fútbol en Logroño; de esta iniciativa surgió la denominada Plataforma Puerta Cero, que fundó la Sociedad Deportiva Logroñés en una Asamblea Constituyente celebrada el 4 de junio de 2009.
Por otro lado el empresario Félix Revuelta, dueño de la firma Naturhouse, apoyó económicamente al Club Deportivo Varea en su fase de ascenso a Segunda División B, adonde logró ascender el 31 de mayo de 2009, y el 24 de junio de 2009 anunció el cambio de nombre de este club por el de Unión Deportiva Logroñés, para iniciar un nuevo proyecto deportivo.
Aparte del Logroñés y sus sucesores, existen otros equipos de fútbol en la ciudad que compiten en Tercera División y otras categorías inferiores: Balsamaiso, Berceo, Calasancio, Cantabria, Loyola, Valvanera, Villegas y Yagüe.
El EDF Logroño participa en la primera división femenina de fútbol desde la temporada 2018-2019.

### Balonmano
Empezando casi desde la nada el 6 de junio de 2003, el Club Balonmano Ciudad de Logroño se ha convertido en el mayor representante del deporte logroñés, ya que desde la temporada 2006/07 compite en la máxima categoría del balonmano español y en la temporada 2009/10 se convirtió en el primer equipo de la ciudad en disputar una competición europea, al clasificarse para jugar la Copa EHF.

### Baloncesto
El Club Baloncesto Las Gaunas, fundado en 1992, equipo de cantera femenina que en la temporada 2010-2011 consiguió el ascenso a la segunda categoría femenina del baloncesto nacional, LF2.
El Club Baloncesto Clavijo, fundado en 1967, es el máximo representante del baloncesto riojano y desde la temporada 2003-04 ha competido en la tercera categoría del baloncesto español, denominada en la actualidad LEB Plata. En la temporada 2010-11 ascendió a la Segunda Categoría del baloncesto español, la LEB Oro

### Voleibol
El equipo más laureado de la ciudad es el Club Voleibol Logroño que ha conseguido trece títulos del voleibol femenino español: en concreto 5 Superligas, 4 Copas de la Reina y 4 Supercopas.
Este equipo es originario de Murillo de Río Leza, localidad cercana a Logroño, pero se trasladó a la capital en 2015 al objeto de poder participar en competiciones europeas.
Una vez en Logroño, disputa sus partidos en el Centro Deportivo Municipal Lobete y mantiene además una amplia cantera en categorías inferiores colaborando con distintos colegios de la capital y de Murillo.

### Otros
Además de los mencionados, existen diversos clubes en la capital fomentando el deporte entre la juventud y compitiendo en diferentes categorías.
- El 20 de marzo de 1933 fue fundado el Club Ciclista Logroñés, encargado entre otras cosas de organizar la Vuelta a La Rioja y la Clásica de San Bernabé.[10]
- Desde 1983, el Rugby Club Rioja se ha encargado de promocionar el rugby en la región y en la actualidad compite en la Liga Regional Vasca.
- Con la inauguración de la pista de hielo en 2007, se fundó el Milenio Club Patín que compite en la Segunda División Nacional de hockey sobre hielo.[11]

## Instalaciones
| Nombre                                            | Inauguración                       | Capacidad                                                       | Instalaciones                                                                                           | Clubes                                     |
| ------------------------------------------------- | ---------------------------------- | --------------------------------------------------------------- | --- | ------------------------------------------ |
| Estadio Las Gaunas                                | 28 de febrero de 2002              | 16.000                                                          | campo de fútbol de césped                                                                               | UD Logroñés                                |
| Estadio Mundial 82                                | 1982                               | 1275                                                            | campo de fútbol de césped                                                                               | SD Logroñés                                |
| Ciudad del Fútbol de Pradoviejo                   | 30 de marzo de 2007                | 8.000                                                           | ocho campos de fútbol de césped artificial                                                              |                                            |
| Palacio de los Deportes                           | 16 de abril de 2003                | 3.809                                                           | pista polideportiva                                                                                     | Naturhouse La Rioja y CB Clavijo CajaRioja |
| Frontón Adarraga                                  | 24 de septiembre de 1964           | 1.900                                                           | frontón                                                                                                 |                                            |
| Centro de Tecnificación Deportiva Javier Adarraga |                                    | 1.500                                                           | pista de atletismo                                                                                      |                                            |
| Centro de Tecnificación Deportiva Javier Adarraga | piscina climatizada de diez calles |                                                                 | |                                            |
| Polideportivo Municipal Las Gaunas                | 25 de noviembre de 2000            | 1.254                                                           | pista polideportiva con frontón largo                                                                   |                                            |
| Polideportivo Municipal Las Gaunas                | 25 de noviembre de 2000            | piscina cubierta, sauna y sala de musculación                   | |                                            |
| Centro Deportivo Municipal Lobete                 | 10 de abril de 2007                | 1.000                                                           | pista polideportiva                                                                                     | Naturhouse Ciudad de Logroño               |
| Centro Deportivo Municipal Lobete                 | 10 de abril de 2007                | 640                                                             | pista de hielo                                                                                          |                                            |
| Centro Deportivo Municipal Lobete                 | 10 de abril de 2007                | dos piscinas cubiertas, salas de musculación y balneario urbano | |                                            |
| Complejo Deportivo Municipal Las Norias           | 1993                               |                                                                 | piscina olímpica, lago, ocho pistas de tenis, seis pistas de padel, dos frontones y sala de musculación |                                            |
| Centro Deportivo Municipal La Ribera              | 8 de abril de 2007                 |                                                                 | campo de fútbol de césped artificial, pista polideportiva, dos piscinas, sala de musculación y sauna    |                                            |

## Eventos

### Anuales
| Fecha           | Nombre                                 | Deporte      | Desde |
| --------------- | -------------------------------------- | ------------ | ----- |
| febrero         | Trofeo Ciudad de Logroño               | Esgrima      | 1983  |
| abril           | Vuelta a La Rioja                      | Ciclismo     | 1957  |
| abril           | Valvanerada                            | Senderismo   | 1976  |
| mayo            | Media Maratón de La Rioja              | Atletismo    | 1992  |
| junio           | Clásica San Bernabé                    | Ciclismo     | 1960  |
| septiembre      | Concurso Hípico Fiestas de la Vendimia | Equitación   | 1975  |
| septiembre      | Feria de San Mateo                     | Pelota vasca | 1980  |
| octubre         | Marcha Aspace                          | Senderismo   | 1985  |
| 31 de diciembre | San Silvestre Logroñesa                | Atletismo    | 1985  |

### Puntuales
| Fecha                         | Nombre                                                                       | Deporte                        | Instalación                         |
| ----------------------------- | ---------------------------------------------------------------------------- | ------------------------------ | ----------------------------------- |
| 10 al 14 de junio de 1998     | XXVIII Juegos Internacionales Escolares                                      | Atletismo, Natación y Tenis    | C.D.M. Las Norias y C.T.D. Adarraga |
| 16 al 18 de abril de 2003     | Copa Latina de Balonmano 2003                                                | Balonmano                      | Palacio de los Deportes             |
| 27 al 28 de marzo de 2004     | XXV Campeonato de España Senior de Karate                                    | Karate                         | Palacio de los Deportes             |
| 9 al 17 de julio de 2005      | Campeonato de España de Tenis 2005                                           | Tenis                          | C.D.M. Las Norias                   |
| 15 al 17 de junio de 2007     | XXXIII Campeonato de España Individual de Gimnasia Rítmica                   | Gimnasia rítmica               | Palacio de los Deportes             |
| 19 al 21 de diciembre de 2008 | Campeonato de España Open de Patinaje sobre Hielo 2008-09                    | Patinaje artístico sobre hielo | C.D.M. Lobete                       |
| 10 al 15 de enero de 2009     | Campeonato Mundial Sub-20 de Hockey sobre Hielo 2009 - División II           | Hockey sobre hielo             | C.D.M. Lobete                       |
| 9 al 10 de mayo de 2009       | XXXIX Campeonatos de España de Atletismo de Personas con Discapacidad Física | Atletismo                      | C.T.D. Adarraga                     |
| 9 al 10 de mayo de 2009       | II Campeonato de España Atletismo CPE                                        | Atletismo                      | C.T.D. Adarraga                     |
| 5 al 7 de marzo de 2010       | Octavos de final de la Copa Davis 2010                                       | Tenis                          | Plaza de Toros de La Ribera         |
| 27 al 28 de marzo de 2010     | Copa del Rey de Hockey Hielo 2010                                            | Hockey sobre hielo             | C.D.M. Lobete                       |
| 4 al 6 de junio de 2010       | Campeonato de Europa de Karate Shinkyokushin-Kyokushinkai                    | Karate Kyokushinkai            | Palacio de los Deportes             |
| 15 al 17 de agosto de 2010    | Torneo Internacional Pre-Mundial Turquía 2010                                | Baloncesto                     | Plaza de Toros de La Ribera         |
| 31 al 2 de febrero de 2014    | Copa de la Reina de Voleibol                                                 | Voleibol                       | Palacio de los Deportes de La Rioja |

### Selección Española
| Fecha                   | Estadio                     | Partido                  | Resultado | Competición                 | Deporte     |
| ----------------------- | --------------------------- | ------------------------ | --------- | --------------------------- | ----------- |
| 16 de octubre de 2002   | Estadio Las Gaunas          | España - Paraguay        | 0 - 0     | Amistoso                    | Fútbol      |
| 29 de abril de 2003     | Palacio de los Deportes     | España - Irán            | 2 - 2     | Amistoso                    | Fútbol Sala |
| 5 de junio de 2004      | Palacio de los Deportes     | España - Letonia         | 34 - 24   | Clasificación Mundial 2005  | Balonmano   |
| 18 de junio de 2005     | Palacio de los Deportes     | España - República Checa | 2 - 3     | Liga Europea 2005           | Voleibol    |
| 19 de junio de 2005     | Palacio de los Deportes     | España - República Checa | 3 - 2     | Liga Europea 2005           | Voleibol    |
| 14 de agosto de 2007    | Palacio de los Deportes     | España - Portugal        | 82 - 65   | Amistoso                    | Baloncesto  |
| 5 al 7 de marzo de 2010 | Plaza de Toros de La Ribera | España - Suiza           | 4 - 1     | Copa Davis 2010             | Tenis       |
| 15 de agosto de 2010    | Plaza de Toros de La Ribera | España - Argentina       | 83 - 76   | Torneo Pre-Mundial 2010     | Baloncesto  |
| 17 de agosto de 2010    | Plaza de Toros de La Ribera | España - Brasil          | 84 - 68   | Torneo Pre-Mundial 2010     | Baloncesto  |
| 6 de septiembre de 2011 | Estadio Las Gaunas          | España - Liechtenstein   | 6 - 0     | Clasificación Eurocopa 2012 | Fútbol      |
| 9 de octubre de 2015    | Estadio Las Gaunas          | España - Luxemburgo      | 4 - 0     | Clasificación Eurocopa 2016 | Fútbol      |